# Уитакер, Марк (музыкальный продюсер)
Марк Уитакер (англ. Mark Whitaker) — музыкальный продюсер родом из Сан-Франциско, в 80-е являвшийся менеджером группы Exodus и звукорежиссёром группы Metallica. Уитакер принял участие в качестве продюсера на дебютном альбоме Exodus под названием Bonded by Blood (1985) и частично на их втором творении Pleasures of the Flesh (1987). Он устроил бывшего гитариста Exodus Кирка Хэмметта в группу Metallica в 1983 году. Уитакер был одной из ключевых фигур в возникновении сцены трэш-метала из Бэй-Ареа в 1980-х.